# Madalena Sibila de Holsácia-Gottorp
Madalena Sibila de Holsácia-Gottorp (em alemão:  Magdalena Sibylla; Castelo de Gottorf, 24 de novembro de 1631 — Güstrow, 22 de setembro de 1719)  foi duquesa de Meclemburgo-Güstrow pelo seu casamento com Gustavo Adolfo de Meclemburgo-Güstrow. Ela era mãe de Luísa de Meclemburgo-Güstrow, rainha da Dinamarca e Noruega como esposa de Frederico IV da Dinamarca, e uma ancestral direita da rainha Vitória do Reino Unido pela linhagem materna.

## Família
Madalena Sibila foi a segunda filha nascida de Frederico III, Duque de Holsácia-Gottorp e de Maria Isabel, Duquesa da Saxônia.
Os seus avós paternos eram João Adolfo, Duque de Holsácia-Gottorp e a princesa Augusta da Dinamarca, filha do rei Frederico II da Dinamarca e de Sofia de Meclemburgo-Güstrow. Os seus avós maternos eram João Jorge I, Eleitor da Saxônia e Madalena Sibila da Prússia.
Madalena teve quinzes irmãos, incluindo: Sofia Augusta, bisavó da rainha Catarina II da Rússia; Maria Isabel, condessa de Hesse-Darmstadt; Edviges Leonor, rainha da Suécia como esposa de Carlos X Gustavo, e mais tarde regente do filho, Carlos XI; Cristiano Alberto, Duque de Holsácia-Gottorp, casado com a princesa Frederica Amália da Dinamarca; Augusta Maria, também bisavó da rainha Catarina II da Rússia, entre outros.

## Biografia

Madalena Sibila e Gustavo Adolfo em pintura atribuída à David Klöcker Ehrenstrahl, na coleção do Museu Nacional de Belas-Artes da Suécia, atualmente localizado no Castelo de Gripsholm, na Suécia.

Madalena Sibila casou-se com Gustavo Adolfo em 28 de novembro de 1654, aos 23 anos. Ele era filho de João Alberto II, Duque de Meclemburgo e de Leonor Maria de Anhalt-Bernburgo.
O casal teve onze filhos, porém, nenhum filho homem sobreviveu, o que levou à disputa de sucessão resolvida com a Partição de Hamburgo, em 1701, que dividiu o interior do Ducado de Meclemburgo entre as famílias herdeiras.
O duque morreu em 1695. A duquesa viúva tinha uma pequena corte em Güstrow. 
Madalena Sibila morreu em 22 de setembro de 1719, aos 87 anos de idade, e foi enterrada na Catedral de Güstrow. 

## Descendência
- João, Príncipe Hereditário de Meclemburgo-Güstrow (2 de dezembro de 1655 – 6 de fevereiro de 1660);
- Leonor (1 de junho de 1657 – 24 de fevereiro de 1672);
- Maria (19 de junho de 1659 – 6 de janeiro de 1701), foi a primeira esposa de Adolfo Frederico II de Meclemburgo-Strelitz, com quem teve cinco filhos;
- Madalena (5 de julho de 1660 – 19 de fevereiro de 1702);
- Sofia (21 de junho de 1662 – 1 de junho de 1738), foi a quarta e última esposa do duque Cristiano Ulrico I de Württemberg-Oels, mas não teve filhos;
- Cristina (14 de agosto de 1663 – 3 de agosto de 1749), foi casada com Luís Cristiano, Conde de Stolberg-Gedern, com quem teve vinte e três filhos;
- Carlos, Príncipe Hereditário de Meclemburgo-Güstrow (18 de novembro de 1664 – 15 de março de 1688), morreu de varíola. Foi o primeiro marido de Maria Amália de Brandemburgo, mas não deixou filhos;
- Edviges (12 de janeiro de 1666 – 9 de agosto de 1735), esposa de Augusto, Duque de Saxe-Merserburgo-Zörbig, e teve filhos;
- Luísa (28 de agosto de 1667 – 15 de março de 1721), rainha da Dinamarca de 1699 até sua morte, teve dois filhos com o rei Frederico;
- Isabel (3 de setembro de 1668 – 25 de agosto de 1738), esposa do duque Henrique de Saxe-Merseburgo, com quem teve três filhos;
- Augusta (27 de dezembro de 1674 – 19 de maio de 1756).